# Jalovec (district de Liptovský Mikuláš)
Pour les articles homonymes, voir Jalovec.
Jalovec (hongrois : Jalóc) est un village de Slovaquie situé dans la région de Žilina.

## Histoire
La première mention écrite du village date de 1391.

## Démographie

### Évolution de la population
| Année:               | 1994. | 2004.    | 2014.   | 2024.   |
| -------------------- | ----- | -------- | ------- | ------- |
| Nombre de personnes: | 260   | 320      | 294     | 318     |
| Différence:          |       | +23,07 % | -8,12 % | +8,16 % |

| Année:               | 2023. | 2024.   |
| -------------------- | ----- | ------- |
| Nombre de personnes: | 308   | 318     |
| Différence:          |       | +3,24 % |